# Măeriște (gmina)
Măeriște – gmina w Rumunii, w okręgu Sălaj. Obejmuje miejscowości Criștelec, Doh, Giurtelecu Șimleului, Măeriște, Mălădia i Uileacu Șimleului. W 2011 roku liczyła 3081 mieszkańców.